# 聖安東尼奧德弗洛雷斯 (埃爾帕拉伊索省)
聖安東尼奧德弗洛雷斯（西班牙語：San Antonio de Flores）是洪都拉斯的城鎮，位於該國南部，由埃爾帕拉伊索省負責管轄，始建於1886年10月28日，面積154.55平方公里，海拔高度738米，2001年人口4,776，人口密度每平方公里30.9人。
13°43′0″N 86°53′0″W / 13.71667°N 86.88333°W